# Gheorghi Markov (luptător)
Gheorghi Markov (în bulgară Георги Мърков; n. 5 aprilie 1946, Gorno vărșilo, Pazardjik, Bulgaria) este un luptător ce a reprezentat Bulgaria, medaliat olimpic. A participat la o ediție a Jocurilor Olimpice (1972) în care a câștigat o medalie de aur.

## Participări
Lista de mai jos prezintă principalele competiții la care a participat Gheorghi Markov de-a lungul carierei.
- wrestling at the 1972 Summer Olympics – men's Greco-Roman 62 kg[*]